# 戈东维尔
戈东维尔（法語：Gaudonville，法語發音：[ɡodɔ̃vil]）是法国热尔省的一个市镇，属于孔东区。

## 地理
戈东维尔（43°53'4"N, 0°50'46"E）面积7.39 平方千米，位于法国奧克西塔尼大區热尔省，该省份为法国西南部内陆省份，北起顺时针与洛特-加龙省、塔恩-加龙省、上加龙省、上比利牛斯省、大西洋比利牛斯省和朗德省接壤。
与戈东维尔接壤的市镇（或旧市镇、城区）包括：阿沃藏、卡斯泰龙、莫鲁、佩苏朗、图讷库普。

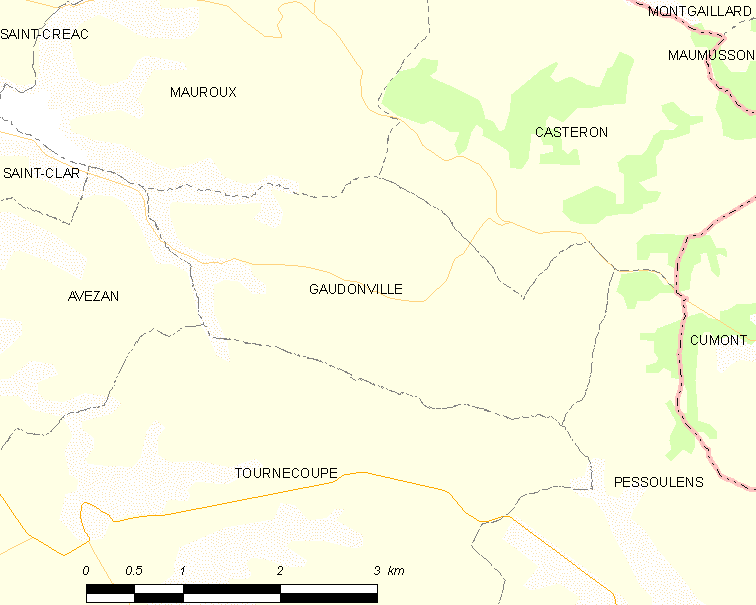
戈东维尔的OSM定位图

戈东维尔的时区为UTC+01:00、UTC+02:00（夏令时）。

## 行政
戈东维尔的邮政编码为32380，INSEE市镇编码为32139。

## 政治
戈东维尔所属的省级选区为弗勒朗斯-洛马涅县。

## 人口

1962-2008年间戈东维尔人口变化图示

戈东维尔于2022年1月1日时的人口数量为106人。